# 한국마사회동우회
마사동우회는 한국마사회 시책에 관한 자문 및 건의, 한국마사회 위촉사업, 회원 복리후생 증진 등 목적으로 2007년 1월 19일 설립된 대한민국 농림축산식품부 소관의 사단법인이다. 사무실은 경기도 과천시 주암동 685에 있다.

## 주요 사업
- 회원상호간의 친목도모 및 상부상조를 위한 사업
- 회원 복리후생 중진에 관한사업
- 한국마사회 시책에 관한 자문 및 건의
- 한국마사회 시책에 관한 조사 연구 및 홍보
- 한국마사회의 위촉 사업
- 기타 본회의 설립 목적 달성에 필요한 수익사업